# José Slavin
José Slavin (Villa Crespo,  Argentina; 1933-Buenos Aires, Argentina; 22 de diciembre de 1977) fue un abogado y actor de cine y televisión argentino.

## Su actividad artística
José Slavin se recibió de abogado y ejerció su profesión en Mar del Plata, especializándose en temas laborales del personal marítimo, pero luego dejó esa profesión para dedicarse a la actuación.
En 1970 debutó en cine en el filme El santo de la espada, dirigido por Leopoldo Torre Nilsson. Participó luego en varias películas entre las cuales se destacan El ayudante, dirigido en 1971 por Mario David y los filmes de Torre Nilsson La maffia (1972), Los siete locos (1973), El Pibe Cabeza (1975) y La guerra del cerdo (1975).
Por su actuación en La maffia obtuvo el Premio Cóndor de Plata al mejor actor en 1973.
En televisión tuvo apariciones en 1971 en el ciclo Los dos por Canal 7 y protagonizó el programa División Homicidios por Canal 9 en 1976 y 1977.
También trabajó como empresario en el Teatro Blanca Podestá durante la época en la que Sergio Renán dirigió Sabor a miel, protagonizada por Soledad Silveyra.
Sus grandes amigos fueron los críticos cinematográficos José Dominiani y Rómulo Berruti.

## Últimos años de Salud y Fallecimiento
En 1973 cuando terminó de hacer en la película Los Siete Locos basado en el libro de Roberto Arlt sufrió una parálisis en el rostro provocada por un virus. En enero de 1977 sufrió un preinfarto en el escenario mientras interpretaba Stéfano, la obra de Armando Discepolo.
El 21 de diciembre del mismo año había concurrido como invitado a Grandes Valores del Tango, un programa conducido por Silvio Soldán que se emitía por Canal 9; esa noche se grababa el programa especial de Navidad y Slavin junto a otros actores de renombre tenían que recitar un poema y después darle paso a la canción de un soldado llamado Sergio Meloni. Al finalizar su poema, Slavin se desplomó, por lo que -ya fuera de aire- el actor José María Langlais advirtiendo que se trataba de un paro cardíaco empezó a hacerle las maniobras de reanimación. Finalmente, fue llevado al hospital donde falleció en la madrugada del 22 de diciembre de 1977. Tenía 44 años.

## Comentario
Plácido Donato –que derrocha palabras de elogio sobre Slavin– cuenta que parecía “un hombre de mirada huidiza y gesto casi tímido. Era una especie de grandulón sorprendido en una travesura: parecía estar ocultando un chupetón, un juguete, un cigarrillo de zarzaparrilla a la mirada acusadora o inquisitiva del padre”. Y narra que era tal la popularidad del personaje que representaba que en una oportunidad un policía se presentó en un domicilio y pidió el teléfono al propietario para un llamado urgente, a lo cual accedió. Cuando escuchó que por teléfono se identificaba como “inspector Baigorri” –pues tales eran su jerarquía y nombre reales– pensó que era un impostor porque no se correspondía con el “inspector Baigorri” que él había visto y llamó al Comando Radioeléctrico que de inmediato rodeó el lugar hasta que se aclaró el equívoco.

## Filmografía
Actor
- La guerra del cerdo (1975) dir. Leopoldo Torre Nilsson .... Isidro Vidal
- El Pibe Cabeza (1975) dir. Leopoldo Torre Nilsson.... Caprioli
- La Madre María dir. Lucas Demare (1974)
- Los siete locos (1973) dir. Leopoldo Torre Nilsson.... Alberto, el astrólogo.
- La maffia (1972) dir. Leopoldo Torre Nilsson.... Francesco Donato alias "Chicho Grande".
- Güemes, la tierra en armas (1971) dir. Leopoldo Torre Nilsson.... General de la Serna.
- El ayudante (1971) dir. Mario David
- Estirpe de raza o El santo de la espada (1969) dir. Leopoldo Torre Nilsson (1970)

Productor
- La guerra del cerdo dir. Leopoldo Torre Nilsson (1975)
- Los siete locos dir. Leopoldo Torre Nilsson (1973)

## Teatro
- Las brujas de Salem
- Panorama desde el puente
- Lorenzaccio